# ASA Tel Aviv
L'ASA Tel-Aviv est le club omnisports de l'Université de Tel-Aviv, en Israël. 
La section football féminin a participé à deux reprises à la Ligue des champions féminine de l'UEFA, atteignant les seizièmes de finale lors de l'édition 2011-2012. L'équipe de futsal compte deux apparitions en Coupe de futsal de l'UEFA. Les handballeurs jouent à trois reprises la Coupe d'Europe des vainqueurs de coupe de handball.